# Boaz Yakin
Boaz Yakin (New York, 1966) is een Amerikaans scenarioschrijver, filmregisseur en filmproducent. Yakin studeerde filmproductie aan de Universiteit van New York.

## Filmografie

### Als scenarioschrijver
- The Punisher (1989)
- The Rookie (1990)
- Fresh (1994)
- A Price Above Rubies (1998)
- From Dusk Till Dawn 2: Texas Blood Money (1999)
- Dirty Dancing: Havana Nights (2004)
- Death in Love (2008)
- Prince of Persia: The Sands of Time (2010)
- Safe (2012)

### Als regisseur
- Fresh (1994)
- A Price Above Rubies (1998)
- Remember the Titans (2000)
- Uptown Girls (2003)
- Death in Love (2008)
- Safe (2012)
- Boarding School (2018)

### Als producent
- Hostel: Part II (2008)
- Bombay Beach (2011)